# Geelbuikelenia
De geelbuikelenia (Elaenia flavogaster) is een zangvogel uit de familie Tyrannidae (tirannen).

## Verspreiding en leefgebied
Deze soort komt wijdverspreid voor in Midden- en Zuid-Amerika en telt vier ondersoorten:
- E. f. subpagana: van zuidoostelijk Mexico tot Costa Rica en Nationaal park Coiba (Panama).
- E. f. pallididorsalis: Panama.
- E. f. flavogaster: Colombia, Venezuela, Trinidad, de zuidelijke Kleine Antillen, de Guyana's, Brazilië met uitzondering van westelijk en centraal Amazonas, zuidoostelijk Peru, Bolivia, Paraguay en noordoostelijk Argentinië.
- E. f. semipagana: zuidwestelijk Colombia, Ecuador en noordwestelijk Peru.

## Status
De grootte van de populatie is in 2019 geschat op 5-50 miljoen volwassen vogels. Op de Rode lijst van de IUCN heeft deze soort de status niet bedreigd.